# Clásico centroamericano
El Superclásico Centroamericano  es la gran rivalidad histórica entre la Selección de Costa Rica y la Selección de Honduras. Si bien se presenta por selecciones, también a nivel de clubes por tener los equipos más laureados de América Central. Todo esto hace que los juegos entre "Ticos y Catrachos" sean esperados por la prensa , aficionados y jugadores de ambos países

## Historia
Honduras es considerado en Costa Rica como el rival más importante, junto con México y Estados Unidos. Esta rivalidad se acentúa también a que cuentan con mayor cantidad de trofeos de la Copa Centroamericana y más participaciones mundialistas.
Costa Rica presume ser el único en pasar a una segunda ronda de una Copa Mundial de Fútbol. Esto se dio dos veces, en Italia 1990 y en Brasil 2014, en este último después de haber derrotado a los campeones mundiales Uruguay por 3 tantos contra 1, a Italia por 1 a 0 y empatando sin goles contra Inglaterra, clasificando como primera en el llamado "Grupo de la Muerte". Es el país con más campeonatos de Copa Centroamericana exactamente 8 títulos.
Mientras tanto, Honduras es el único en eliminar a dos potencias mundiales de una competición reconocida por la FIFA, suceso que se dio en la Copa América 2001, eliminando a la poderosa Brasil y derrotando dos veces a Uruguay. Honduras logró adueñarse del tercer puesto en esa Copa América. Por esta brillante participación, Honduras fue catalogado por la FIFA como el "Mejor Colectivo del Planeta año 2001" y se ganó el Premio al Mejor Equipo del Año 2001, premios que se lo han ganado Países Bajos, Belgica España, Argentina, Alemania y Brasil.
Puede considerarse al Superclásico , una rivalidad muy pareja, dado que el número de victorias en enfrentamientos, desde el primer partido en 1930, siempre se ha mantenido relativamente parejo (con altibajos para ambas selecciones en diferentes períodos). El historial es un total de 68 encuentros, teniendo 25 triunfos para la selección de Costa Rica, 19 triunfos para la selección de Honduras y 24 empates, con lo que se demuestra la equidad en dicha rivalidad, las mismas se han demostrado en distintas competencias. como la Copa América, Copa Centroamericana, Copa Oro de la Concacaf, Clasificación de Concacaf para la Copa Mundial de Fútbol, Copa CCCF y Liga de Naciones de la Concacaf.

### Primer partido
El primer partido oficial entre ambas selecciones fue disputado el 4 de abril de 1930 en La Habana. Cabe añadir que dicho partido se disputó para los II Juegos Centroamericanos y del Caribe que se llevaron a cabo en Cuba, del 15 de marzo al 5 de abril de 1930. En la actualidad, dicha competición se disputa a nivel de selección Sub-20 (Juvenil).
| 4 de abril de 1930 | Honduras | 0:8 (0:7) | Costa Rica                                                      | Gran Estadio Cerveza La Tropical, La Habana |                         |
|                    |          |           | Madrigal ?', ?', ?' · Serrano ?' · Morales ?', ?' · Soto ?', ?' | Árbitro(s): Pablo Ferre                     | Árbitro(s): Pablo Ferre |

## Encuentros oficiales
- Actualizado al 15 de julio de 2025 (Datos según FIFA).[9]

| Selección  | Partidos Jugados | Partidos Ganados | Partidos Empatados | Goles |
| ---------- | ---------------- | ---------------- | ------------------ | ----- |
| Costa Rica | 68               | 25               | 24                 | 113   |
| Honduras   | 68               | 19               | 24                 | 83    |

## Historial

### Selecciones absolutas
| #  | Fecha      | Ciudad              | Estadio                 | Local | Res.      | Visita | Competición                      | Fase             | Goles Local                                                     | Goles Visita                                                              |
| -- | ---------- | ------------------- | ----------------------- | ----- | --------- | ------ | -------------------------------- | ---------------- | --------------------------------------------------------------- | ------------------------------------------------------------------------- |
| 1  | 13/03/1953 | San José            | Nacional                | CRC   | 4-1       | HON    | Copa CCCF 1953                   | Fase única       | Goñi (20', 25'), Rodríguez (50'), Valenciano (84')              | Leaky (4')                                                                |
| 2  | 14/12/1959 | San Salvador        | Flor Blanca             | CRC   | 6-1       | HON    | Amistoso                         | Amistoso         | Herrera (36', 69'), Ulloa (61', 62', ?'), Gámez (40')           | Leaky (77')                                                               |
| 3  | 28/08/1955 | Tegucigalpa         | Nacional                | HON   | 1-2       | CRC    | Copa CCCF 1955                   | Fase única       | Rivera (56')                                                    | Monge (29'), Sosa (37' a.g.)                                              |
| 4  | 25/02/1960 | La Habana           | Cerveza La Tropical     | CRC   | 1-1       | HON    | Copa CCCF 1960                   | Fase única       | Armijo (76')                                                    | Rodríguez (18')                                                           |
| 5  | 04/09/1960 | Tegucigalpa         | Nacional                | HON   | 2-1       | CRC    | Mundial 1962 (C)                 | Grupo 2          | Suazo (10'), Leaky (21')                                        | Rodríguez (46')                                                           |
| 6  | 11/09/1960 | San José            | Nacional                | CRC   | 5-0       | HON    | Mundial 1962 (C)                 | Grupo 2          | Jiménez (31', 34'), Ulloa (42'), Rodríguez (69'), Pearson (85') |                                                                           |
| 7  | 14/01/1961 | Ciudad de Guatemala | Mateo Flores            | CRC   | 1-0       | HON    | Mundial 1962 (C)                 | Grupo 2          | Rodríguez (30')                                                 |                                                                           |
| 8  | 15/03/1961 | San José            | Nacional                | CRC   | 3-0       | HON    | Copa CCCF 1961                   | Fase final       | Ulloa (55'), Monge (66'), Gobán (89')                           |                                                                           |
| 9  | 07/04/1963 | San Salvador        | Flor Blanca             | CRC   | 2-1       | HON    | Campeonato Concacaf 1963         | Fase final       | Córdoba (52'), Jiménez (59')                                    | Cruz (49')                                                                |
| 10 | 11/07/1965 | Tegucigalpa         | Nacional                | HON   | 1-1       | CRC    | Amistoso                         | Amistoso         | Fonseca (85')                                                   | Quirós (83')                                                              |
| 11 | 22/12/1968 | Tegucigalpa         | Nacional                | HON   | 1-0       | CRC    | Mundial 1970 (C)                 | Grupo 3          | Gómez (32')                                                     |                                                                           |
| 12 | 28/12/1968 | San José            | Nacional                | CRC   | 1-1       | HON    | Mundial 1970 (C)                 | Grupo 3          | Chavarría (40')                                                 | Rosales (25')                                                             |
| 13 | 27/11/1971 | Puerto España       | Queen's Park Oval       | CRC   | 2-1       | HON    | Campeonato Concacaf 1971         | Fase única       | Morales (10'), Sáenz (38')                                      | Hernández (45')                                                           |
| 14 | 03/12/1972 | Tegucigalpa         | Nacional                | HON   | 2-1       | CRC    | Campeonato Concacaf 1973 (C)     | Grupo 2          | Bran (32'), Gómez (57')                                         | Paniagua (40')                                                            |
| 15 | 10/12/1972 | San José            | Nacional                | CRC   | 3-3       | HON    | Campeonato Concacaf 1973 (C)     | Grupo 2          | Elizondo (8'), Sáenz (48'), Cárcamo (59' a.g.)                  | Urquía (69'), Gómez (79', 89')                                            |
| 16 | 06/03/1980 | Tegucigalpa         | Nacional                | HON   | 1-1       | CRC    | Amistoso                         | Amistoso         | Norales (26')                                                   | Mills (2')                                                                |
| 17 | 16/04/1980 | San José            | Nacional                | CRC   | 1-1       | HON    | Amistoso                         | Amistoso         | Montero (56')                                                   | R. Bailey (?')                                                            |
| 18 | 01/10/1980 | San José            | Ricardo Saprissa        | CRC   | 2-3       | HON    | Mundial 1982 (C)                 | Primera fase     | Jiménez (79'), Mills (82')                                      | Bulnes (27'),Bernárdez (39'), J. Bailey (75'),                            |
| 19 | 16/11/1980 | Tegucigalpa         | Nacional                | HON   | 1-1       | CRC    | Mundial 1982 (C)                 | Primera fase     | Velásquez (75')                                                 | Morera (34')                                                              |
| 20 | 11/08/1985 | San José            | Nacional                | CRC   | 2-2       | HON    | Mundial 1986 (C)                 | Fase final       | Solano (19'), Williams (80')                                    | Figueroa (8'), Betancourt (23')                                           |
| 21 | 08/09/1985 | Tegucigalpa         | Nacional                | HON   | 3-1       | CRC    | Copa Mundial 1986 (C)            | Fase final       | Betancourt (40'), Figueroa (51', 56')                           | Guimarães (7')                                                            |
| 22 | 26/05/1991 | San José            | Nacional                | CRC   | 2-0       | HON    | Copa Uncaf 1991                  | Fase final       | Gómez (11'), Jara (52')                                         |                                                                           |
| 23 | 05/07/1991 | Los Ángeles         | Memorial Coliseum       | CRC   | 0-2       | HON    | Copa Oro 1991                    | Semifinal        |                                                                 | Bennett (38'), Flores (79')                                               |
| 24 | 08/11/1992 | San José            | Nacional                | CRC   | 2-3       | HON    | Mundial 1994 (C)                 | Cuadrangular     | Berry (2'), Arnáez (35')                                        | E. Flores (47'), Smith (72'), Obando (82')                                |
| 25 | 05/12/1992 | Tegucigalpa         | Nacional                | HON   | 2-1       | CRC    | Mundial 1994 (C)                 | Cuadrangular     | J. Flores (15'), Obando (51')                                   | Astua (73')                                                               |
| 26 | 07/03/1993 | Tegucigalpa         | Nacional                | HON   | 2-0       | CRC    | Copa Uncaf 1993                  | Fase final       | Suazo (53'), Cálix (56')                                        |                                                                           |
| 27 | 06/12/1995 | San Salvador        | Flor Blanca             | CRC   | 1-1 (2-4) | HON    | Copa Uncaf 1995                  | Liguilla         | Fonseca (60')                                                   | Williams (55')                                                            |
| 28 | 04/08/1996 | San José            | Nacional                | CRC   | 1-1       | HON    | Amistoso                         | Amistoso         | Delgado (54')                                                   | Smith (45')                                                               |
| 29 | 11/08/1996 | Tegucigalpa         | Nacional                | HON   | 0-0       | CRC    | Amistoso                         | Amistoso         |                                                                 |                                                                           |
| 30 | 23/04/1997 | Ciudad de Guatemala | Mateo Flores            | CRC   | 4-0       | HON    | Copa Uncaf 1997                  | Fase final       | Fonseca (5', 8', 71'), López (44')                              |                                                                           |
| 31 | 22/01/1998 | Nicoya              | Chorotega               | CRC   | 1-4       | HON    | Amistoso                         | Amistoso         | Arnáez (10')                                                    | Morales (9' a.g.), Carson (52'), Velásquez (68', 82')                     |
| 32 | 21/03/1999 | San José            | Nacional                | CRC   | 0-1       | HON    | Copa Uncaf 1999                  | Primera fase     |                                                                 | Pavón (14')                                                               |
| 33 | 26/03/1999 | San José            | Nacional                | CRC   | 1-2       | HON    | Copa Uncaf 1999                  | Fase final       | Fonseca (36')                                                   | Clavasquín (10'), Pavón (75')                                             |
| 34 | 29/12/1999 | Alajuela            | Alejandro Morera Soto   | CRC   | 1-1       | HON    | Amistoso                         | Amistoso         | Medford (71')                                                   | García (88')                                                              |
| 35 | 28/02/2001 | San José            | Ricardo Saprissa        | CRC   | 2-2       | HON    | Mundial 2002 (C)                 | Hexagonal        | Fonseca (70'), Cordero (90+4')                                  | Pineda (3'), Núñez (85')                                                  |
| 36 | 01/07/2001 | Tegucigalpa         | Nacional                | HON   | 2-3       | CRC    | Mundial 2002 (C)                 | Hexagonal        | Guevara (25', 38')                                              | Wanchope (9'), Fonseca (13'), Solís (83')                                 |
| 37 | 13/06/2001 | Medellín            | Atanasio Girardot       | CRC   | 1-0       | HON    | Copa América 2001                | Grupo C          | Wanchope (63')                                                  |                                                                           |
| 38 | 23/02/2003 | Ciudad de Panamá    | Rommel Fernández        | CRC   | 1-0       | HON    | Copa Uncaf 2003                  | Fase final       | Bryce (45+2')                                                   |                                                                           |
| 39 | 18/08/2004 | Alajuela            | Alejandro Morera Soto   | CRC   | 2-5       | HON    | Mundial 2006 (C)                 | Tercera ronda    | Herron (20', 36')                                               | Suazo (22'), de León (35'), Guevara (77'), Guerrero (87'), Martínez (89') |
| 40 | 17/11/2004 | San Pedro Sula      | Francisco Morazán       | HON   | 0-0       | CRC    | Mundial 2006 (C)                 | Tercera ronda    |                                                                 |                                                                           |
| 41 | 27/02/2005 | Ciudad de Guatemala | Mateo Flores            | CRC   | 1-1 (7-6) | HON    | Copa Uncaf 2005                  | Final            | Wilson (68')                                                    | Núñez (58')                                                               |
| 42 | 16/07/2005 | Boston              | Gillete Stadium         | CRC   | 2-3       | HON    | Copa Oro 2005                    | Cuartos de final | Bolaños (39'), Ruiz (81')                                       | Velásquez (6'), Turcios (27'), Núñez (29')                                |
| 43 | 09/02/2007 | San Salvador        | Cuscatlán               | CRC   | 3-1       | HON    | Copa Uncaf 2007                  | Fasefinal        | Fonseca (4', 70'), González (46')                               | Martínez (59')                                                            |
| 44 | 09/09/2007 | East Hartford       | Pratt & Whitney Stadium | CRC   | 0-0 (3-2) | HON    | Amistoso                         | Amistoso         |                                                                 |                                                                           |
| 45 | 09/02/2009 | San José            | Ricardo Saprissa        | CRC   | 2-0       | HON    | Mundial 2010 (C)                 | Hexagonal        | Furtado (48', 59')                                              |                                                                           |
| 46 | 12/08/2009 | San Pedro Sula      | Olímpico Metropolitano  | HON   | 4-0       | CRC    | Mundial 2010 (C)                 | Hexagonal        | Costly (30', 90+2'), Pavón (51'), Valladares (89'),             |                                                                           |
| 47 | 14/01/2011 | Ciudad de Panamá    | Rommel Fernández        | CRC   | 1-1       | HON    | Copa Centroamericana 2011        | Primera          | Núñez (42')                                                     | Núñez (90+1')                                                             |
| 48 | 23/01/2011 | Ciudad de Panamá    | Rommel Fernández        | CRC   | 1-2       | HON    | Copa Centroamericana 2011        | Final            | Ureña (73')                                                     | W. Martínez (8'), E. Martínez (52')                                       |
| 49 | 18/06/2011 | East Hartford       | Metlife Stadium         | CRC   | 1-1 (2-4) | HON    | Copa Oro 2011                    | Cuartos de final | Marshall (56')                                                  | Bengtson (49')                                                            |
| 50 | 11/04/2012 | San José            | Nacional (2011)         | CRC   | 1-1       | HON    | Amistoso                         | Amistoso         | Vargas (49')                                                    | Suazo (23')                                                               |
| 51 | 28/01/2013 | San José            | Nacional (2011)         | CRC   | 1-0       | HON    | Copa Centroamericana 2013        | Final            | González (38')                                                  |                                                                           |
| 52 | 07/06/2013 | San José            | Nacional (2011)         | CRC   | 1-0       | HON    | Mundial 2014 (C)                 | Hexagonal        | Miller (25')                                                    |                                                                           |
| 53 | 21/07/2013 | Baltimore           | MyT Bank                | CRC   | 0-1       | HON    | Copa Oro 2013                    | Cuartos de final |                                                                 | Najar (49')                                                               |
| 54 | 11/10/2013 | San Pedro Sula      | Olímpico Metropolitano  | HON   | 1-1       | CRC    | Mundial 2014 (C)                 | Hexagonal        | Bengtson (64')                                                  |                                                                           |
| 55 | 20/01/2017 | Ciudad de Panamá    | Rommel Fernández        | CRC   | 1-1       | HON    | Copa Centroamericana 2017        | Fase única       | Calvo (60')                                                     | Andino (17')                                                              |
| 56 | 28/03/2017 | San Pedro Sula      | Francisco Morazán       | HON   | 1-1       | CRC    | Mundial 2018 (C)                 | Hexagonal        | Lozano (35')                                                    | Waston (68')                                                              |
| 57 | 07/07/2017 | Harrison            | Red Bull Arena          | CRC   | 1-0       | HON    | Copa Oro 2017                    | Grupo A          | Ureña (39')                                                     |                                                                           |
| 58 | 07/10/2017 | San José            | Nacional (2011)         | CRC   | 1-1       | HON    | Mundial 2018 (C)                 | Hexagonal        | Waston (90+5')                                                  | Hernández (66')                                                           |
| 59 | 06/06/2021 | Denver              | Empower Field           | CRC   | 2-2 (4-5) | HON    | Liga de Naciones 2019-20         | Tercer puesto    | Campbell (8'), Calvo (85')                                      | Rodríguez (48'), Ellis (80')                                              |
| 60 | 07/10/2021 | San Pedro Sula      | Olímpico Metropolitano  | HON   | 0-0       | CRC    | Mundial 2022 (C)                 | Octagonal        |                                                                 |                                                                           |
| 61 | 16/11/2021 | San José            | Nacional (2011)         | CRC   | 2-1       | HON    | Mundial 2022 (C)                 | Octagonal        | Duarte (20'), Torres (90+4')                                    | Quioto (35')                                                              |
| 62 | 23/03/2024 | Frisco              | Toyota                  | CRC   | 3-1       | HON    | Repechaje a la Copa América 2024 |                  | Galo (12'), Madrigal (56'), Brenes (62')                        | Chirinos (10')                                                            |

## Eliminaciones directas por torneos oficiales de selecciones absolutas
- Copa Oro 1991 (Semifinal): Honduras 2 - 0 Costa Rica. Honduras avanza.
- Copa Oro 2005 (Cuartos de final): Honduras 3 - 2 Costa Rica. Honduras avanza.
- Copa Oro 2011 (Cuartos de final): Costa Rica 1 - 1 (2 - 4 p.) Honduras. Honduras avanza.
- Copa Oro 2013 (Cuartos de final): Honduras 1 - 0 Costa Rica. Honduras avanza.

### Finales que definieron un título
| Edición                         | Campeón                         | Resultado                       | Subcampeón                      | Sede Final                                 |
| Copa Uncaf/Copa Centroamericana | Copa Uncaf/Copa Centroamericana | Copa Uncaf/Copa Centroamericana | Copa Uncaf/Copa Centroamericana | Copa Uncaf/Copa Centroamericana            |
| ------------------------------- | ------------------------------- | ------------------------------- | ------------------------------- | ------------------------------------------ |
| 2005                            | Costa Rica                      | 1 - 1 (7-6 p.)                  | Honduras                        | Estadio Mateo Flores, Ciudad de Guatemala  |
| 2011                            | Honduras                        | 2 - 1                           | Costa Rica                      | Estadio Rommel Fernández, Ciudad de Panamá |
| 2013                            | Costa Rica                      | 1 - 0                           | Honduras                        | Estadio Nacional de Costa Rica, San José   |

## Palmarés

### Títulos oficiales a nivel de selecciones

#### Absolutos
| Competición                             | Costa Rica | Honduras |
| --------------------------------------- | ---------- | -------- |
| Copa Mundial de Fútbol                  | -          | -        |
| Copa Oro de la Concacaf                 | 3          | 1        |
| Copa Centroamericana                    | 8          | 4        |
| Campeonato Centroamericano y del Caribe | 7          | -        |
| Totales                                 | 18         | 5        |

#### Juveniles
| Competición                      | Costa Rica | Honduras |
| -------------------------------- | ---------- | -------- |
| Medallas de Oro Centroamericanas | 1          | 4        |
| Campeonato Sub-20 de la Concacaf | 2          | 2        |
| Campeonato Sub-17 de la Concacaf | 1          | -        |
| Campeonato Sub-15 de la Concacaf | -          | 1        |
| Preolímpico de Concacaf          | 2          | 2        |
| Total                            | 6          | 9        |

### Títulos oficiales a nivel de clubes
| Competición                      | Costa Rica | Honduras |
| -------------------------------- | ---------- | -------- |
| Copa de Campeones de la Concacaf | 6          | 2        |
| Copa Interclubes de la Uncaf     | 4          | 3        |
| Torneo Grandes de Centroamérica  | 2          | 0        |
| Copa Fraternidad Centroamericana | 3          | 3        |
| Liga Concacaf                    | 3          | 2        |
| Copa Centroamericana de Concacaf | 2          | 0        |
| Total                            | 20         | 10       |

### Total de títulos
| Ámbito      | Costa Rica | Honduras |
| ----------- | ---------- | -------- |
| Selecciones | 24         | 14       |
| Clubes      | 20         | 10       |
| Total       | 44         | 24       |